# Natalia Șerbănescu

Natalia Șerbănescu (n. 21 octombrie 1931, satul Plopu, Comuna Murighiol, județul Tulcea – d. 21 martie 2007) a fost o cântăreață de muzică populară românească din Dobrogea.

## Studii
A urmat cursurile Liceului de muzică nr. 1 din București, unde a avut-o pe Elisabeta Moldoveanu profesoară și colege pe Ileana Constantinescu și Victoria Darvai.

## Activitate artistică
A activat ca solistă vocală în Ansamblul „Brâulețul” din Constanța dirijat de Gheorghe Parnica, Orchestra „Delta Dunării” din Tulcea și a colaborat cu alte multe ansambluri din țară. Din anul 1956 realizează numeroase înregistrări la Societatea Română de Radiodifuziune și câteva discuri Electrecord. De asemenea, Institutul de Etnografie și Folclor deține înregistrări document pentru cercetare.
În 1967, a fost angajată prin concurs la radio, la redacția de muzică populară. Ani de-a rândul a umblat prin satele dobrogene, în căutarea de surse de inspirație , apoi a dăruit românilor folclor reprezentativ de pe meleaguri dobrogene, devenind una dintre cele mai bune voci ale Dobrogei, alături de Ștefania Stere și Marica Pitu, având un repertoriu valoros ce cuprinde toate trăirile sufletești ale omului dintre Dunăre și mare.
A activat ca solistă vocală în Ansamblul „Brâulețul” din Constanța dirijat de Gheorghe Parnica, Orchestra „Delta Dunării” din Tulcea și a colaborat cu alte multe ansambluri din țară.
Dirijorii și aranjorii cu care a colaborat au fost Radu Voinescu, George Vancu, Dan Moisescu, Florian Economu.
În anul 2003 înregistrează la Electrecord o colecție de cântece, strigături și alte obiceiuri dobrogene de nuntă, împreună cu Diana Hagiu și Victoria Vlase, care a fost editată în 2004 pe un dublu CD intitulat Nunta în Dobrogea.
Cântă în 2004 pe scena Festivalului „Cerbul de Aur” din Brașov, în spectacolul televizat în direct dedicat cântăreților seniori de muzică populară.